# Маріаполдер (Гуксе-Вард)
Маріаполдер (нід. Mariapolder) — селище в нідерландській провінції Південна Голландія. Входить до муніципалітету Гуксе-Вард.